# Сивков, Лев
Лев Сивков (род. 1990, Новосибирск) — российский виолончелист.

## Биография
Учился в своём родном городе у Евгения Нилова, затем в 2005—2009 гг. в Базельской музыкальной академии у Ивана Монигетти, позднее в Штутгартской высшей школе музыки у Конрадина Бротбека, занимался также под руководством Жана Гиена Кераса, в мастер-классе Яноша Штаркера и др.
Лауреат ряда российских и международных фестивалей — в частности, в 2014 году получил вторую премию на II Международном конкурсе виолончелистов имени Святослава Кнушевицкого в Саратове (уступив первенство Ивану Сендецкому). В 2015 году добился самого значительного конкурсного успеха, выиграв Наумбурговский конкурс молодых исполнителей в США.
В 2015—2016 гг. концертмейстер виолончелей в Датской Королевской опере, с 2017 г. — в Цюрихской опере. Одновременно выступает с сольными концертами — в частности, с 2016 г. в дуэте с пианистом Никитой Мндоянцем; в 2019 г. музыканты сыграли в нью-йоркском Карнеги-холле, в 2021 г. дуэт впервые выступил в Москве.